# 穆尔基亚
穆尔基亚（英語：Murcia）。古罗马神话女性神祇之一。其形象鲜为人知，据古罗马学者蒂托·李维的记载为维纳斯的后缀名，其位于阿文提诺山附近的帕拉丁山的寺庙亦有所提及。此外，她的名字因其多样性而具有多义性。